# Hydridae
Hydridae – rodzina stułbiopławów. Zamieszkują stawy wodne i inne zbiorniki wodne. Rozmnażają się płciowo jak i przez pączkowanie. Ich wysokość osiąga do 25 mm.